# اچ‌ام‌اس اچ۱۱
اچ‌ام‌اس اچ۱۱ (به انگلیسی: HMS H11) یک زیردریایی بود. این زیردریایی در سال ۱۹۱۵ ساخته شد.